# لويس جوميز مونتيجانو
لويس جوميز مونتيجانو (بالإنجليزية: Luis Gómez-Montejano)‏‏ (24 أغسطس 1922 في مدريد - 5 فبراير 2017 كان مدير رياضي إسباني، وقائمًا بأعمال رئيس ريال مدريد من 26 أبريل 2006 حتى 2 يوليو 2006.